# Burötjärnen
Burötjärnen är en sjö i Skellefteå kommun i Västerbotten och ingår i Skellefteälven-Bureälvens kustområde. Sjön är 5,4 meter djup, har en yta på 0,0579 kvadratkilometer och är belägen 4,8 meter över havet. Vid provfiske har gädda och mört fångats i sjön.

## Delavrinningsområde
Burötjärnen ingår i det delavrinningsområde (718211-175837) som SMHI kallar för Utloppet av Burötjärnen. Medelhöjden är 10 meter över havet och ytan är 0,22 kvadratkilometer. Det finns inga avrinningsområden uppströms utan avrinningsområdet är högsta punkten. Avrinningsområdets utflöde mynnar i havet. Avrinningsområdet består mestadels av skog (71 procent). Avrinningsområdet har 0,05 kvadratkilometer vattenytor vilket ger det en sjöprocent på 24,5 procent.